# أماني ريناس

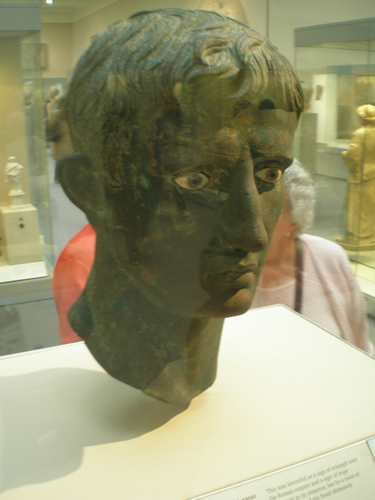
تمثال الامبراطور أغسطس عثر عليه في مروي وموجود في متحف السودان القومي

الملكة أماني ريناس أو أمانجي ريناس وكان يرافق اسمها لقبي قوري وكنداكي أي الملكة والحاكم، حكمت مملكة كوش من سنة 40 قبل الميلاد الي سنة 10 ميلادية، وهي زوجة الملك النوبي ترتيقاس وانجبت منه الأمير النوبي اكينيداد، وظلت زوجة لا تحكم حتي توفي زوجها وبعدها قادت النوبة.
احبت الملكة النوبية ان تعطي رسالة الي الرومان سادة العالم في هذا الوقت بان ما حدث في مصر لا يمكن أن يحدث في النوبة واستغلت انشغال الحاكم الروماني لمصر أيليوس غالوس في حملة علي شبه الجزيرة العربية..فقادت جيشها وذهبت الي اسوان وطردت الحامية الرومانية..واستطاعت أخذ اسري رومان واخذوا تماثيل اغسطس المصنوعة من الذهب والبرونز كانت موجودة في جزيرة فيلة.
الإمبراطور الروماني أغسطس أراد أن يثأر مما فعلته الملكة أمانجي فبعث بجيش روماني بقيادة بترونيوس، وضغطوا علي الجيش النوبي في اسوان فتراجع الي المحرقة والدكة طاردوهم فتراجعوا الي قصر ابريم واستطاع بترونيوس هزيمة أماني ريناس والتي تراجعت بجيشها الي كوش ومروي.
وأمر بترونيوس باقامة حامية رومانية في بريميس (ابريم) واعتبر ذلك نهاية الحدود الرومانية مع النوبة، وقرر مطاردة أمانجي ريناس الي نباتا وهزمها ولكنه ادرك ان هذه الملكة صعبة المراس فقرر اقامة مفاوضات سلام معها، وابرمت اتفاقية سلام معها في جزيرة ساموس عام 20 قبل الميلاد وكان من أهم البنود ان ابريم هي نقطة الحدود الأولي لمملكة أماني ريناس، وان هناك منطقة عازلة بين المملكتين وهي منطقة ال12 ميل من قرية القصر خلف الشلال الأول وحتي المحرقة، وان النوبة معفاة من الجزية وظلت اتفاقية السلام معمول بها حتي نهاية القرن الثالث الميلادي، توفيت أماني ريناس عام 10 ميلادية ودفنت في مقبرة رقم 4 بجبل البركل بشمال السودان الحالي.